# Love Letters (1999)
Love Letters is een Amerikaanse dramafilm uit 1999 onder regie van Stanley Donen.

## Verhaal
Senator Andrew Ladd blikt terug op zijn leven na de dood van Melissa Gardner Cobb, een vrouw met wie hij alleen per post contact onderhield. Na hun eerste ontmoeting als kinderen beginnen ze een levenslange briefwisseling. Andrew gaat in de politiek en Melissa wordt kunstenares.

## Rolverdeling
| Acteur            | Personage            |
| ----------------- | -------------------- |
| Steven Weber      | Andrew Ladd          |
| Laura Linney      | Melissa Gardner Cobb |
| Kirsten Storms    | Melissa (als tiener) |
| Tim Redwine       | Andrew (als tiener)  |
| Isabella Fink     | Melissa (als kind)   |
| Stephen Joffe     | Andy (als kind)      |
| Chas Lawther      | Harry                |
| Patrick Galligan  | Charlie Jenkins      |
| Jackie Richardson | Ella                 |
| Emily Hampshire   | Gretchen Lascelles   |
| Eve Conroy        | Juffrouw Conroy      |
| Marcia Diamond    | Kitty Walpole        |
| June Whitman      | Mevrouw Pommeroy     |
| Aaron Ashmore     | Bob Bartram          |